# 大分東郵便局
大分東郵便局（おおいたひがしゆうびんきょく）は大分県大分市にある郵便局。民営化前の分類では集配普通郵便局であった。

## 概要
住所：〒870-0199 大分県大分市森宮田908-1
郵便局の中には、体育館がある。

## 沿革
- 1872年（明治5年）旧7月 - 鶴崎（つるざき）郵便取扱所として開設[1]。
- 1875年（明治8年）1月1日 - 鶴崎郵便局（五等）となる。
- 1882年（明治15年） - 為替・貯金取扱を開始。
- 1897年（明治30年）3月11日 - 鶴崎郵便電信局となる。
- 1903年（明治36年）4月1日 - 通信官署官制の施行に伴い鶴崎郵便局となる。
- 1958年（昭和33年）10月16日 - 電話交換事務の取扱を大分電話局鶴崎分室に移管[2]。
- 1960年（昭和35年）12月1日 - 特定郵便局から普通郵便局へ局種別改定[3]。
- 1964年（昭和39年）12月11日 - 和文電報配達事務および国内欧文電報受付・配達事務を大分電話局鶴崎分室に移管。
- 1972年（昭和47年）3月13日- 大分東郵便局に改称。
- 1972年（昭和47年）3月21日 - 大在郵便局から集配業務を移管。
- 1998年（平成10年）9月1日 - 外国通貨の両替および旅行小切手の売買に関する業務取扱を開始。
- 2000年（平成12年）10月16日 - 大分市鶴崎一丁目7-17から、大東中学校の跡地である同市森宮田908-1に移転[4]。
- 2000年（平成12年）10月23日 - 大分中央郵便局から地域区分局業務を移管。同日、坂ノ市郵便局から集配業務を移管。
- 2007年（平成19年）10月1日 - 民営化に伴い、併設された郵便事業大分東支店に一部業務を移管。
- 2012年（平成24年）10月1日 - 日本郵便株式会社発足に伴い、郵便事業大分東支店を大分東郵便局に統合。
- 2021年   (令和3年)　12月27日 - 東京五輪で野球日本代表として金メダルを獲得した広島の森下暢仁投手(大分市出身)の功績を称え、金色の郵便ポスト「ゴールドポスト（第41号）」が局舎前に設置された[5]（ゴールドポストプロジェクト[6]）。

## 取扱内容
- 郵便、印紙、ゆうパック、内容証明
- 貯金、為替、振替、振込、国際送金、国債、投資信託
- 生命保険、バイク自賠責保険、変額年金保険、がん保険、引受条件緩和型医療保険
- ゆうちょ銀行ATM
- 郵便番号の上2桁が87の地域区分局[7]。（地域区分局）
- 大分市内の一部地域（〒870-01xx、870-02xx、870-03xx、870-04xx[8]、870-09xx）の集配業務
- ゆうゆう窓口

## 周辺
- 大分県立鶴崎工業高等学校
- 乙津川

## アクセス
- JR日豊本線 鶴崎駅から南に約2.7km
- 大分バス 金の手停留所下車
- 東九州自動車道 大分宮河内ICから北西に約4km、大分米良ICから北東へ約6km
- 駐車場あり：59台